# Nesogenes
Nesogenes is een geslacht van wantsen uit de familie van de Scutelleridae (Pantserwantsen). Het geslacht werd voor het eerst wetenschappelijk beschreven door Horváth in 1921.

## Soorten
Het genus is monotypisch en bevat alleen de volgende soort:

- Nesogenes boscii (Fabricius, 1798)